# Viktor Rausch

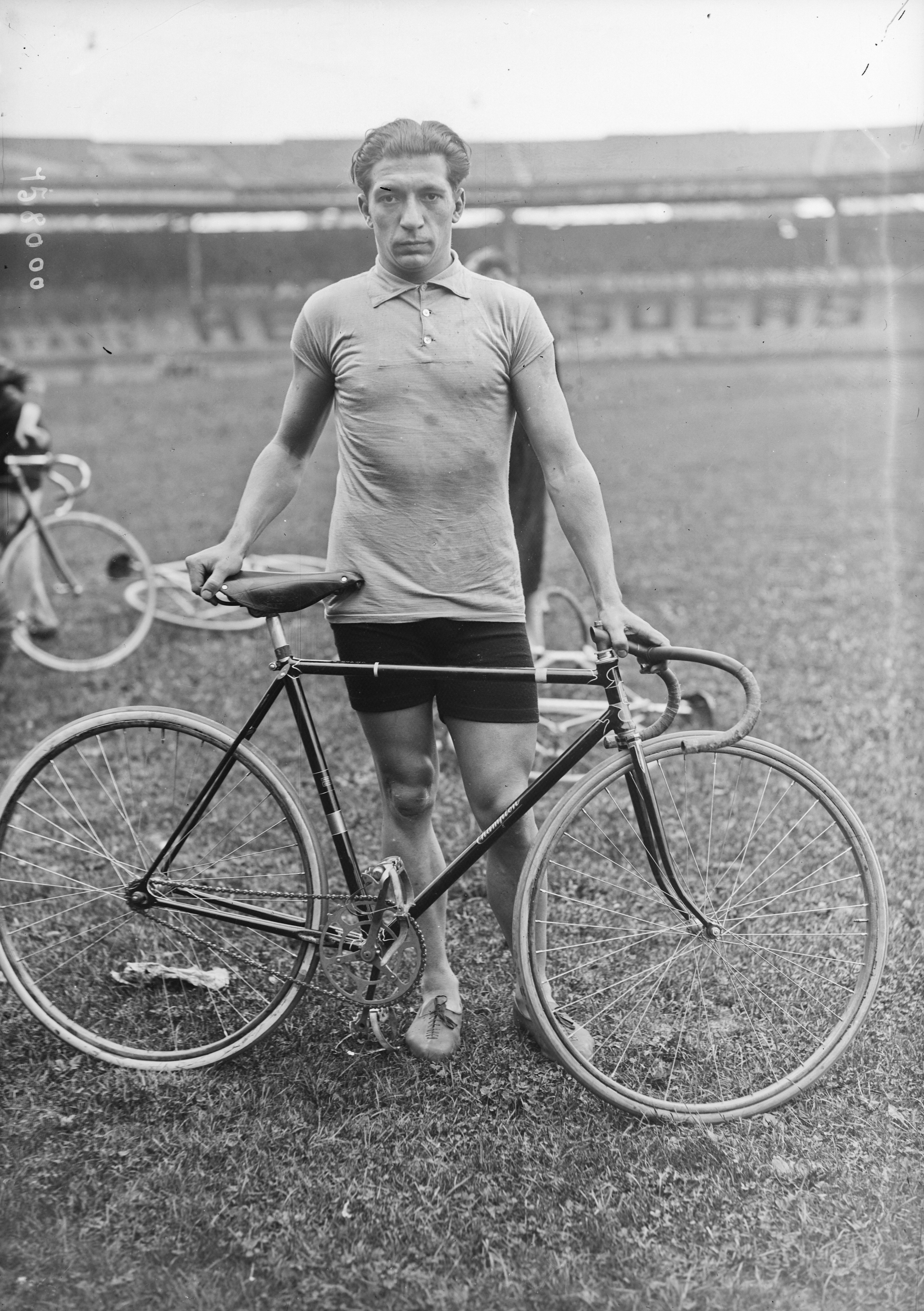
Viktor Rausch (1931)

Viktor Rausch (* 19. Oktober 1904 in Köln; † 1. April 1985) war ein deutscher Bahnradsportler, der auf Sechstagerennen spezialisiert war.
Viktor Rausch (Spitzname „Fibbes“) gehörte zu den Stars der deutschen Sechstage-Fahrer Ende der 1920er und Anfang der 1930er Jahre. Er startete bei 42 „six days“ in Europa und Nordamerika. Besonders erfolgreich war er als Teamgefährte von Gottfried Hürtgen, der ebenfalls aus Köln stammte. Die „schwarzen Husaren“ gewannen zwischen 1928 und 1931 gemeinsam sechs Sechstagerennen. Rausch galt in der Verbindung als der stürmische Draufgänger, der am liebsten ständig angriff, sein Partner dagegen war der ruhigere Taktiker.  Der Kölner Komponist Willi Ostermann dichtete ihnen zu Ehren: „Das war ein Spurt, das war ein Spürtchen, es lebe Rausch, es lebe Hürtgen!“
1932 trennten sich „Fibbes“ Rausch und Hürtgen jedoch im Streit. Bis 1934 gelangen Rausch mit anderen Partnern wie Walter Lohmann, Jan Pijnenburg und Willy Falck Hansen noch drei weitere Siege bei Sechstagerennen. Nach dem Zweiten Weltkrieg nahm er 1947 am Straßenrennen Grünes Band vom Rhein teil.
Ab 1948 schrieb Rausch Artikel für die Rheinische Zeitung. Unter dem Titel „Ist Sechstagerennen Sport?“ setzte er sich mit dem Pro und Kontra dieser Disziplin auseinander.